# Elisabeth Mann-Borgese
Pour les articles homonymes, voir Mann.
Elisabeth Mann-Borgese, née le 24 avril 1918 à Munich et morte le 8 février 2002 à Saint-Moritz, est une universitaire, écrivaine, défenseure des ressources marines et fondatrice de l'International Oceans Institute (Institut international des océans). Elle est aussi la plus jeune fille de Thomas Mann et de son épouse Katia Pringsheim, la sœur de Klaus, Erika, Golo, Monika et Michael Mann et la nièce du romancier Heinrich Mann.

## Biographie

### Jeunesse et famille
Elisabeth Mann naît à Munich, en Allemagne. Elle est la cinquième des six enfants des écrivains Thomas Mann et Katia Pringsheim Mann,.
La famille Mann part en exil après l'arrivée au pouvoir de Hitler et s'installe d'abord en Suisse. Elisabeth étudie le piano et le violoncelle et souhaite devenir musicienne ; elle étudie notamment pour cela au Conservatoire de musique de Zurich (en Suisse), dont elle reçoit un diplôme en 1938. Elle obtient également un Baccalauréat ès arts en lettres classiques. La même année, en 1938, la famille émigre à nouveau et s'installe aux États-Unis. Elisabeth Mann prendra la citoyenneté américaine en 1941, puis la citoyenneté canadienne en 1983.
En 1939, elle épouse l'écrivain italien antifasciste Giuseppe Antonio Borgese (1882-1952), qui est alors professeur à l'université de Princeton.

### Carrières universitaire et journalistique
Elisabeth Mann-Borgese s'installe, ainsi que son époux, à Chicago, aux États-Unis, où elle mène ses recherches et exerce des activités journalistiques (comprenant des activités d'éditrice). Avec d'autres chercheurs, elle contribue à la formation du The Committee to Frame a World Constitution, pour lequel elle édite le mensuel Common cause. Elle occupe également pendant deux ans les fonctions de secrétaire exécutive du bureau de l'Encyclopædia Britannica, au milieu des années 1960. De 1964 à 1978, elle est chercheuse principale au Center for the Study of Democratic Institutions de Santa Barbara (Californie) ; c'est durant cette période qu'elle commence à considérer les lois maritimes comme un sujet important au niveau international. Elle publie des recherches liées au sujet de l'océan et tente de sensibiliser les décideurs mondiaux à la question de leur gouvernance. 
Elle s'engage très tôt en faveur de la protection de l'environnement et est l'un des membres fondateurs — et pendant longtemps le seul membre féminin — du Club de Rome,.
Experte reconnue en droit et en politique maritime, elle travaille, à partir de 1979, en tant que professeure à l'Université Dalhousie d'Halifax (Canada) — elle y est professeure de sciences politiques puis professeure auxiliaire de droit.
Elisabeth Mann-Borgese est aussi consultante pour la Banque mondiale, l'Organisation des Nations unies pour le développement industriel (UNIDO) et l'Organisation des Nations unies pour l'éducation, la science et la culture (UNESCO).

### Écrivaine de science-fiction
Après la mort de son mari, elle élève seule ses enfants et écrit des nouvelles de science-fiction féministe. Elle publie trois nouvelles de science-fiction en 1959, des histoires ténébreuses et pessimistes à propos des dangers des avancées technologiques qui se reflètent dans le délabrement des corps et des esprits des humains. Ses nouvelles sont rassemblées en 1960 dans une anthologie : To Whom It May Concern. En 1963, elle publie Ascent of Woman, affirmant que les tendances sociologiques produiraient des femmes « supérieures » qui deviendraient égales aux hommes.

### Décès
Elle meurt à 83 ans lors de vacances aux sports d'hiver à Saint-Moritz, en Suisse.

### Vie privée
Mariée en 1939 à l'écrivain italien antifasciste Giuseppe Antonio Borgese (1882-1952), de 36 ans son aîné, Elisabeth Mann est la mère de deux filles, Angelica Borgese (née en 1940) et Domenica Borgese (née en 1944). Elle a également un fils, Marcel Deschamps.

## Activités et engagements en faveur de la protection de l'environnement
À sa mort, Elisabeth Mann-Borgese est saluée notamment en tant que défenseure des ressources marines et fondatrice, en 1972, de l'International Oceans Institute (Institut international des océans),.
Elle fait, en outre, partie des fondateurs de groupes de réflexion ou d'organisations tels que le Club de Rome, la Nuclear Age Peace Foundation et le Group of '78.
En 1970, elle participe à l'organisation de la Pacem in Maribus (ou Peace in the Oceans Conference), un évènement d'ampleur internationale, qui se reproduira ensuite annuellement dans différents pays.

## Publications
- (en) To Whom it May Concern, 1957
- (en) The Ascent of Woman, 1963
- (de) Wie man mit den Menschen spricht, 1965
- (en) The Drama of the Oceans, 1975  (ISBN 0810903377)
- (en) Seafarm: The Story of Aquaculture, 1981
- (de) Die Zukunft der Weltmeere. Ein Bericht für den Club of Rome, 1985
- (de) Der unsterbliche Fisch, 1998
- (en) The Oceanic Circle: Governing the Seas as a Global Resource, New York, United Nations University Press, 1998  (ISBN 9280810138)
- (de) Mit den Meeren leben. Über den Umgang mit den Ozeanen als globaler Ressource, 1999
- (de) Wie Gottlieb Hauptmann die Todesstrafe abschaffte, 2001

## Distinctions
- 1988  : membre de l'Ordre du Canada
- 1999 : Caird Medal du National Maritime Museum
- 2001 : Croix de commandeure de l'Ordre du Mérite de la République fédérale d'Allemagne[2]

## Hommages
Elisabeth Mann-Borgese a trois doctorats honoraires.